# Claude Boucher
Claude Boucher   (París, 22 de setembre de 1673 - 5 d'agost de 1752) va ser un polític francès del segle XVIII.

## Vida i obra
Boucher va néixer en una família parisenca de juristes de la petita noblesa. Tot presagiava que Boucher seguiria la mateixa carrera familiar als tribunals de París, quan el 1701 es va casar amb Anne Petit de Passy, esdevenint així, cunyat de l'influent polític a la cort de Lluís XV de França Claude Le Blanc, qui el va promoure a intendent (una mena de governador civil) de l'Alvèrnia el 1717 i de Guiena el 1720, tot i l'oposició del parlament de Bordeus.
Va ser en aquesta ciutat on va desplegar les seves habilitats polítiques i administratives, per a convertir-la en una ciutat moderna, eliminant-ne els vestigis medievals, enfrontant-se amb el propi Montesquieu, que era un terratinent important de la regió. Per aconseguir-ho, va escometre importants reformes fiscals i urbanístiques.
El 1743 es va retirar, però les reformes urbanes de Bordeus van ser continuades pel seu successor Louis-Urbain Aubert de Tourny. Va morir a París el 1752.